# Євдокименко Микола Михайлович
Євдоки́менко Мико́ла Миха́йлович (нар. 31 березня 1961, Уральське, Вільнянський район, Запорізька область) — український підприємець та чиновник, перший заступник Міністра промислової політики України (з травня 2013); депутат Запорізької облради (з 2010).

## Життєпис
Народився 31 березня 1961 року (село Уральське, Вільнянський район, Запорізька область).
Освіта: Запорізький машинобудівний інститут (1983), інженер-електромеханік, «Виробництво електричних машин і апаратів».
- 1983–1993  роки — майстер арматурного цеху, заступник начальника арматурного цеху № 1 з підготування виробництва, начальник цеху автонормалей,
- З 1993 року — перший заступник головного інженера з підготування виробництва Запорізького автомобільного заводу «Комунар».
- З 1994 року — перший заступник технічного директора АТ «АвтоЗАЗ».
- З жовтня 1999 року — заступник директора з маркетингу, з 2001 — технічний директор ЗАТ «АвтоЗАЗ-DAEWOO».
- З лютого 2003 року — перший заступник голови правління.
- З липня 2005 по травень 2013 років — голова правління ЗАТ з іноземними інвестиціями «Запорізький автомобілебудівний завод».

Депутат Запорізької облради (2006–2010 рр), член депутатської фракції «Блок Юлії Тимошенко».

## Відзнаки
- Заслужений машинобудівник України (червень 2007).

- Орден «За заслуги» III (2003), II (2012) ступенів.

- Почесна грамота Кабінету Міністрів України (2010).
- Орден «За заслуги перед Запорізьким краєм» I ступеня[1]